# Nirkendorf
Nirkendorf ist ein Ortsteil von Nobitz im Landkreis Altenburger Land in Thüringen.

## Lage
Nirkendorf liegt östlich von Ehrenhain an der Kreisstraße 203 und im Tal des Spannergrabens, einem Zufluss der Pleiße. Die Gemarkung befindet sich außerdem im überlössten Hügelland um Altenburg.

## Geschichte
Das Dorf mit seinen im Jahre 2012 gemeldeten 104 Einwohnern kann auf eine urkundliche Ersterwähnung der Siedlung zwischen 1181 und 1214 zurückschauen. Um 1353 war Nirkendorf dem Bergerkloster in Altenburg zinspflichtig. Später gehörte der Ort zum wettinischen Amt Altenburg, welches ab dem 16. Jahrhundert aufgrund mehrerer Teilungen im Lauf seines Bestehens unter der Hoheit folgender Ernestinischer Herzogtümer stand: Herzogtum Sachsen (1554 bis 1572), Herzogtum Sachsen-Weimar (1572 bis 1603), Herzogtum Sachsen-Altenburg (1603 bis 1672), Herzogtum Sachsen-Gotha-Altenburg (1672 bis 1826). Bei der Neuordnung der Ernestinischen Herzogtümer im Jahr 1826 kam der Ort wiederum zum Herzogtum Sachsen-Altenburg.
Nach der Verwaltungsreform im Herzogtum gehörte er bezüglich der Verwaltung zum Ostkreis (bis 1900) bzw. zum Landratsamt Altenburg (ab 1900).
1880 lebten im Ort 121 Einwohner in 20 Familien und 17 Wohnhäusern. Mit dem Bau der Bahnstrecke Altenburg–Langenleuba-Oberhain wurde über das Tal des Spannerbachs die Nirkendorfer Talbrücke gebaut. Ab 1995 ist auf dieser Strecke der Personenverkehr eingestellt worden. Die Brücke ist inzwischen ein Kulturdenkmal.
Nirkendorf gehörte ab 1918 zum Freistaat Sachsen-Altenburg, der 1920 im Land Thüringen aufging. 1922 kam es zum Landkreis Altenburg. Am 1. Juli 1950 wurde Nirkendorf nach Ehrenhain eingemeindet. Bei der zweiten Kreisreform in der DDR wurden 1952 die bestehenden Länder aufgelöst und die Landkreise neu zugeschnitten. Somit kam Nirkendorf als Ortsteil von Ehrenhain mit dem Kreis Altenburg an den Bezirk Leipzig, der seit 1990 als Landkreis Altenburg zu Thüringen gehörte und 1994 im Landkreis Altenburger Land aufging. Durch die Eingliederung der Gemeinde Ehrenhain mit ihren Ortsteilen in die Gemeinde Nobitz wurde Nirkendorf am 8. März 1994 ein Ortsteil der Gemeinde Nobitz.